# قضايا صحية ناتجة عن العفن

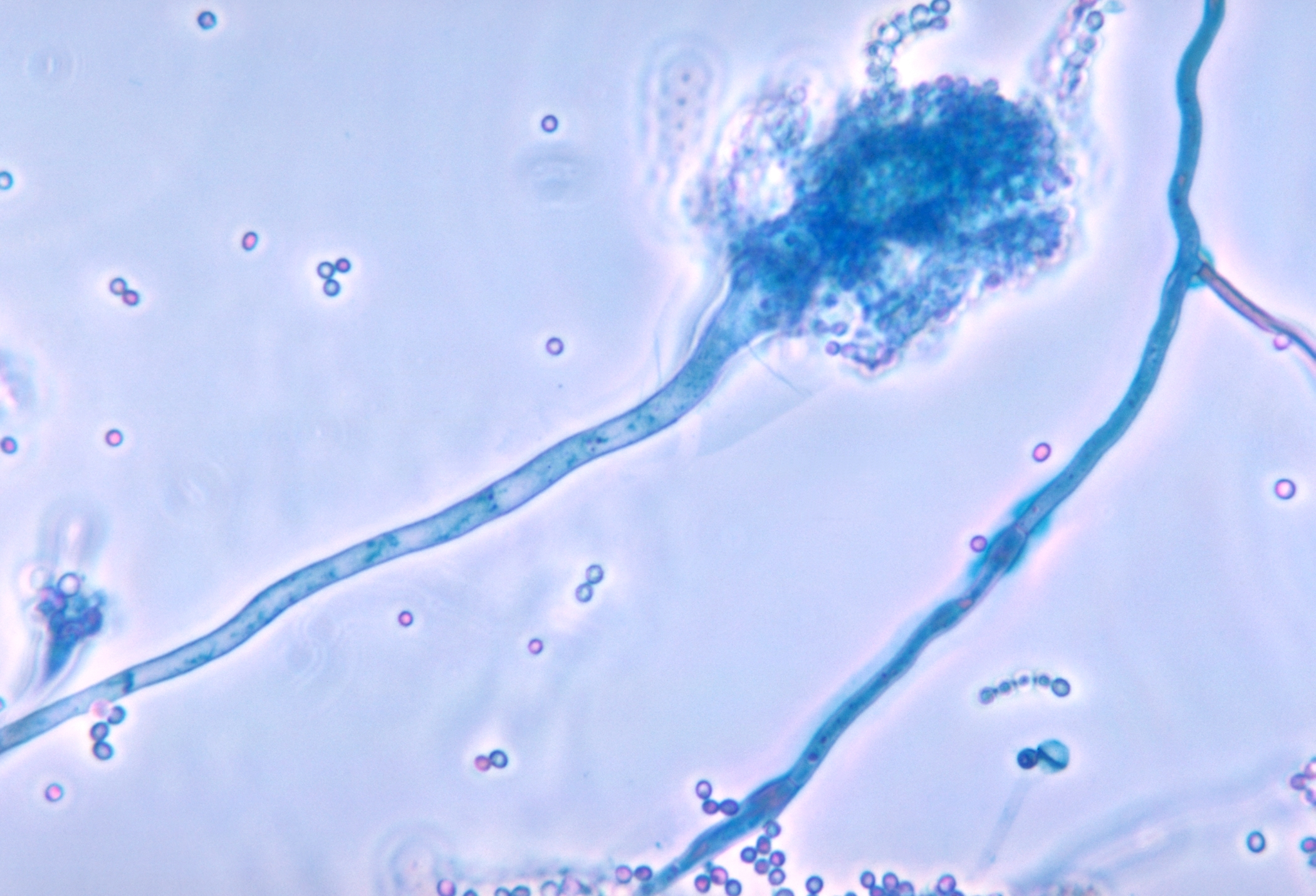
ضوء مجهري من الخيوط الفطرية والجراثيم الممرضة للإنسان الرشاشية الدخناء.

القضايا الصحية الناتجة عن العفن (بالإنجليزية: Mold Health issues) هي التّأثيرات الضّارة الممكنة للعفن.
العفن موجود في كلّ مكان من المحيط الحيوي، الأبواغ هي عنصر مشترك من غبار المنازل وأماكن العمل. ومع ذلك، عندما تتواجد أبواغ العفن في كميّات مرتفعة بشكل غير طبيعي، فإنّها يمكن أن تشكّل خطراً على صحّة البشر، ويحتمل أن تسبّب حساسيّة، منتجةً السموم الفطرية، أو تسبّب العدوى الفطريّة (الفطار).

## الآثار الصحية
المشاكل الصحيّة المرتبطة بمستويات عالية من الهواء المحمّل بأبواغ الجراثيم تتضمّنالحساسيّة، نوبات ربو، تهيّجات في العين، الأنف والحنجرة، التهابات، احتقان جيب جانب أنفي، ومشاكل تنفسيّة أخرى. عند استنشاقه من قبل المناعة الفرديّة، بعض أبواغ العفن قد تبدأ بالنموّ على الأنسجة الحيّة، ملتصقةً بالخلايا على طول الجهاز التنفسي ومسبّبةً المزيد من المشاكل. عموماً، عندما يحدث هذا، المرض هو ظاهرة عرضية وليس علم الأمراض الأوّلية.أيضاً، العفن قد ينتج السّموم الفطريّة، سواء قبل أو بعد التّعرض إلى البشر، ويحتمل أن يسبّب التّسمم. أوضحت الدراسات أن الأشخاص الذين يعانون من الحساسية، أو الذين يشتكون بالفعل من الحساسية أو الربو أو ضعف جهاز المناعة ويعيشون في مبان رطبة أو مليئة بالعفن، حيث يواجهون مخاطر أكبر لمشاكل صحية مثل ردود الفعل الالتهابية لجراثيم العفن مثل السموم الفطرية. هنالك ايضا بعض المشكلات على استجابات الجهاز التنفسي أو المناعي، مثل أعراض الجهاز التنفسي والتهابات الجهاز التنفسي وتفاقم الربو. في حالات نادرة، قد يحدث التهاب رئوي فرط الحساسية والتهاب الأسناخ التحسسي والتهاب الجيوب الأنفية المزمن والتهاب الجيوب الأنفية الفطري التحسسي. تعتمد ردة فعل الشخص تجاه العفن على حساسيته والحالة الصحية الأخرى، بالإضافة إلى كمية العفن الموجودة ومدة التعرض له ونوع العفن أو المنتجات المتعلقة بالعفن. تفرز بعض أنواع العفن سمومًا فطرية، والتي قد تشكل، بكميات كبيرة، مخاطر صحية خطيرة على البشر والحيوانات. يستخدم المصطلح العام "العفن السام" (أو بشكل أكثر دقة، العفن السمي) للإشارة إلى أنواع العفن التي تنتج سمومًا فطرية معروفة بأنها تؤذي البشر، على عكس جميع أنواع العفن الأخرى. أيضاً من الممكن أن يسبب التعرض لمستويات عالية من السموم الفطرية مشكلات عصبية وفي بعض الحالات يمكن أن يؤدي إلى الوفاة. يعتبر التعرض المستمر، ضارًا بشكل خاص. أكثر أنواع العفن شيوعاً هي، طوقيات بوغية، بنيسيليوم، رشاشية، نوباء، الترايكوديرما.

#### أعراض التعرض للعفن
يمكن أن تشمل أعراض التعرض للعفن ما يلي:
- إحتقان الأنف والجيوب الأنفية وسيلان الأنف
- مشاكل في في الجهاز التنفسي، مثل صعوبة التنفس وضيق الصدر
- سعال
- تهيج الحلق
- نوبات العطس

### العدوى الفطرية
تهديد خطير للصحّة من جرّاء تعرّض المناعة الفرديّة للعفن هو عدوى فطريّة شاملة (فطار شامل).المناعة الفرديّة المعرّضة لمستويات عالية من العفن، أو الفرديّة مع التّعرض المزمن قد تصبح معدية. التهابات الجيوب وجهاز الهضم هي الأكثر شيوعاً ;التهابات الرئة والجلد محتملة أيضاً.السموم الفطريّة قد تكون أو قد لاتكون منتجة من قبل العفن الغازي.
الفطريات الجلدية هي الفطريات الطّفيلية الّتي تسبّب الالتهابات الجلديّة مثل مرض قدم الرياضي وتعفن سكروت.معظم الفطريّات الجلدية تأخذ شكل العفن، على عكس الخميرة، الّتي يبدو مظهرها الخارجي عندما تحضّر مشابهاً لأنواع العفن الأخرى.
عدوى انتهازية من قبل العفن مثل 'بنسليوم marneffei' والرشاشية الدخناء هو سبب شائع للمرض والوفاة بين مناعة النّاس، بما في ذلك النّاس بالإيدز.

### فرط الحساسيّة الّتي يسبّبها العفن
الشكل الأكثر شيوعاً من فرط الحساسية سببه التّعرّض المباشر إلى أبواغ العفن المستنشقة الّتي يمكن أن تكون حيّة أو ميّتة أو شظايا الخيط الفطري الّتي يمكن أن تؤدّي إلى حساسية ربو أو حساسية الانف. أكثر الآثار شيوعاً هي سيلان الأنف (الأنف المزكوم), العيون المدمعة، السعال ونوبات الربو.شكل آخر من أشكال الحساسيّة هو فرط حساسية الالتهاب الرئوي.هذه عادةً النتيجة المباشرة لاستنشاق الجراثيم أو الشظايا في المحيط المهني. من المتوقّع أنّ حوالي 5% من النّاس لديهم بعض الأعراض التنفسية بسبب الحساسية تجاه العفن في حياتهم.
فرط الحساسية يمكن أيضاً أن يكون ردّ فعل تجاه منشأ العدوى الفطريّة في داء الرشاشيات القصبي الرئوي التحسسي.

### سموميّة السموم الفطريّة
'المقالة الرئيسية:السموم الفطرية'
أنواع معيّنة من العفن تفرز مركّبات سامّة تدعى السموم الفطرية، عادةً فقط تحت شروط بيئيّة معيّنة.بعض السّموم الفطريّة يمكن أن تكون ضارّة أو قاتلة للبشر والحيوانات عندما يكون التّعرض عالي بما فيه الكفاية.
التّعرض الشديد إلى مستويات عالية جدّاً من السموم الفطرية يمكن أن يؤدّي إلى مشاكل عصبيّة وفي بعض الحالات الموت ;لحسن الحظّ، مثل هذا التّعرض نادر إلى عديم الحدوث في سيناريو التعرض العاديّة، حتّى في المساكن مع مشاكل العفن الخطيرة.التعرّض لمدّة طويلة، مثل التّعرض اليومي في مكان العمل، يمكن أن تكون ضارّة بشكل خاصّ.
بالرغم من ذلك، ليست كلّ السموم الفطريّة ضارّة، وبعضها حتّى مفيدة للبشر، مثل البنسلين.
المخاطر الصحية الّتي ينتجها العفن ترتبط مع متلازمة بناء المرض، لكن لا توجد دراسات مصدَّقة استطاعت أن تثبت بأنّ التّعرض الداخلي الطبيعي لهذه الكائنات المعروفة يشكّل تهديداً خطيراً.
يعتقد أنّ [ ويكيبيديا:بحاجة لمصدر ] جميع أنواع العفن قد تنتج السموم الفطرية وبالتّالي جميع أنواع العفن يحتمل أن تكون سامّة إذا ابتُلِعت كميّات كبيرة بما فيه الكفاية، أو يصبح الإنسان معرّضاً لكميّات قصوى من العفن.السّموم الفطرية لا تنتج كلّ الوقت، لكن فقط في ظلّ شروط النّمو المحدّدة.السموم الفطرية ضارة أو مميتة للبشر والحيوانات فقط عندما يكون التعرّض مرتفع بما فيه الكفاية.بعض المواد الكيميائية الأكثر قتلاً على الكوكب غير ضارّة بنفس في التّراكيز المصادفة عادةً في الهواء المحيط.
السموم الفطرية يمكن أن توجد على أبواغ العفن وشظايا العفن، ولذا يمكن أن يوجدوا أيضاً على الركيزة الّتي يقوم عليها نموّ العفن.طرق دخول هذه الأذيات يمكن أن يتضمّن الابتلاع، التعرّض عن طريق الجلد والاسنشاق.
بعض السموم الفطرية تسبب استجابات جهاز المناعة الّتي تتفاوت إلى حدّ كبير، بالاعتماد على الفرد.مدّة التعرض، تواتر التعرّض وتركيز الأذى (التعرض) عناصر في إحداث استجابة النّظام المناعية.
الأفلاتوكسين هو مثال على السموم الفطرية.إنّه سمّ مسبب للسرطان ينتجه فطر محدّد في أو على الأغذية والأعلاف، خاصّةً في حقول الذرة والفول السوداني.
في الأصل، الآثار السامة من العفن اعتُقد بأنّها نتيجة التعرّض للسموم الفطرية لبعض أنواع العفن، مثل ' Stachybotrys chartarum '.ومع ذلك، تقترح الدراسات بأنّ ما تسمّى بالآثار السامة هي في الحقيقة نتيجةَ التنشيط المزمن لنظام المناعة، مما يؤدي إلى التهاب مزمن.[ ويكيبيديا:بحاجة لمصدر ] تشير الدراسات إلى أنّ ما يصل إلى 25% من السكان لديهم القابليّة الوراثية للإصابة بالالتهاب المزمن من التّعرض للعفن، لكن فقط 2% يعانون حقيقةً من هذه الأعراض. دراسة الحالة 94-1993 الّتي تستند على حالات النزف الرئوي لدى الرضّع في كليفلاند، أوهايو استنتجت أصلاً أنّه كان هناك علاقة سببيّة بين التّعرض والمرض. أعاد المحقّقون النّظر في الحالات وأثبتوا أنّه لم يكن هناك صلة إلى التعرّض ل
Stachybotrys chartarum والرضّع في منازلهم.[ ويكيبيديا:بحاجة لمصدر ]

### الغذاء

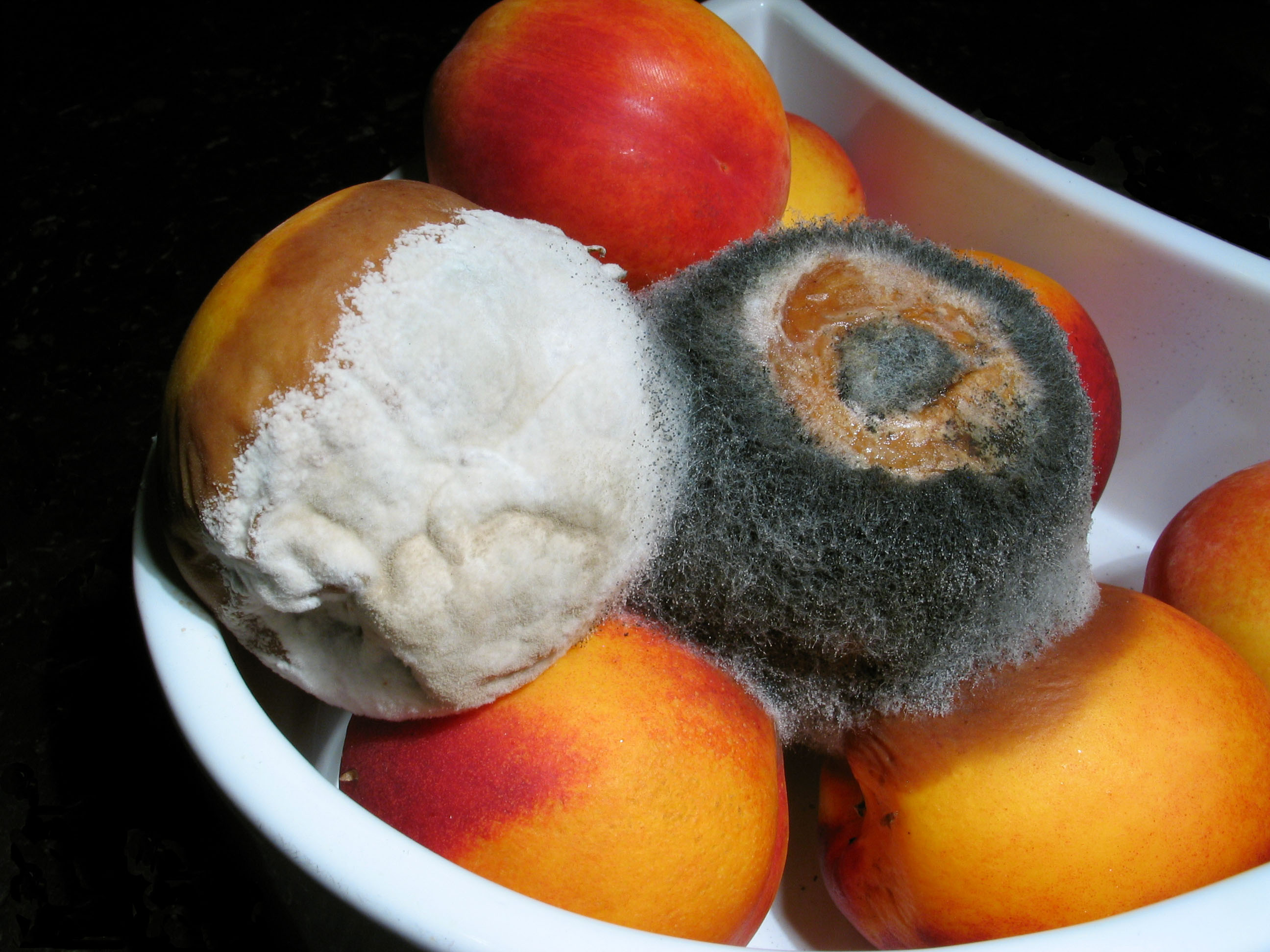
الدراق المتعفّن الّذي كان في الثّلاجة.الدراقة مع العفن الأسود أيضاً تؤثر على الدراقة الّتي تحتها.